# Jess Weixler
Jess Weixler (Louisville, Kentucky, 1981. június 8. –) amerikai színésznő. Főleg független filmekben szerepel.

## Élete
Jess Weixler 1981. június 8-án született Louisville-ben. A Juilliard Schoolon tanult színjátszást. Itt kötött barátságot Jessica Chastainnel. 2003-ban a Vezérlő fényben debütált színészként, mint Caroline Boyle. 2007-ben Dawnt alakította a Mély harapásban, melyért elnyerte a Sundance filmfesztivál zsűrijének különdíját. 2013-ban az Egy szerelem története: A nő című filmben Jessica Chastain testvérét játszotta. 2015. december 5-én Hamish Brocklebank, brit üzletember felesége lett.

## Filmográfia

### Film
| Év   | Cím                                                                    | Szerep           | Magyar hang   |
| ---- | ---------------------------------------------------------------------- | ---------------- | ------------- |
| 2005 | Manhattan kicsiben (Little Manhattan)                                  | Lillian Anderson |               |
| 2006 | Élet a vízben és azon túl (The Big Bad Swim)                           | Jordan Gallagher |               |
| 2007 | Mély harapás                                                           | Dawn O'Keefe     |               |
| 2007 | Goodbye Baby                                                           | Denise           |               |
| 2009 | Peter and Vandy                                                        | Vandy            |               |
| 2009 | Alexander the Last                                                     | Alex             |               |
| 2009 | Welcome to Academia                                                    | Sophie           |               |
| 2009 | Today's Special                                                        | Carrie           |               |
| 2010 | Ki hal a végén? (As Good as Dead)                                      | Amy              |               |
| 2010 | A Woman                                                                | Julie            |               |
| 2010 | Audrey the Trainwreck                                                  | Tammy            |               |
| 2010 | Yes                                                                    |                  |               |
| 2011 | The Lie                                                                | Clover           |               |
| 2011 | The Man Who Never Cried                                                | Ginny            |               |
| 2011 | Periphery                                                              | Madison          |               |
| 2012 | Country                                                                | Erica Kinsey     |               |
| 2012 | Somebody Up There Likes Me                                             | Lyla             |               |
| 2012 | Free Samples                                                           | Jillian          |               |
| 2012 | A vőfélynek annyi (Best Man Down)                                      | Kristin          | Solecki Janka |
| 2012 | Normals                                                                | Gretchen         |               |
| 2013 | Egy szerelem története: A nő (The Disappearance of Eleanor Rigby: Her) | Katy Rigby       |               |
| 2013 | A szerelem arca (The Face of Love)                                     | Summer           |               |
| 2014 | Listen Up Philip                                                       | Holly Kane       |               |
| 2014 | Egy szerelem története: Ők (The Disappearance of Eleanor Rigby: Them)  | Katy Rigby       | Vadász Bea    |
| 2014 | Apartment Troubles                                                     | Nicole           |               |
| 2015 | Lamb                                                                   | Linny            |               |
| 2015 | Sister Cities                                                          | Austin Baxter    |               |
| 2016 | Money                                                                  | Sylvia           |               |

### Televízió
| Év        | Cím                                                              | Szerep                                                                                           | Magyar hang |
| --------- | ---------------------------------------------------------------- | ------------------------------------------------------------------------------------------------ | ----------- |
| 2003      | Vezérlő fény (Guiding Light)                                     | Caroline Boyle                                                                                   |             |
| 2003      | Hack - Mindörökké zsaru (Hack)                                   | Martha Skulnick                                                                                  |             |
| 2004      | Everwood                                                         | Nikki                                                                                            |             |
| 2005 2009 | Esküldt ellenségek: Bűnös szándék (Law & Order: Criminal Intent) | Amy Buckley (epizód: In the Wee Small Hours: Part 2) Laura Green (epizód: The Glory That Was...) |             |
| 2010      | Esküdt ellenségek (Law & Order)                                  | Carrie Newton                                                                                    |             |
| 2010      | A médium                                                         | Mandy Sutton                                                                                     |             |
| 2013–2014 | A férjem védelmében                                              | Robyn Burdine                                                                                    |             |